# Phil Ochs in Concert
| Recensione                        | Giudizio        |
| --------------------------------- | --------------- |
| AllMusic                          | [ 1 ]           |
| The New Rolling Stone Album Guide | [ 2 ]           |
| Sputnikmusic                      | 4.2 (Excellent) |
| Dizionario del Pop-Rock           | [ 4 ]           |
| 24.000 dischi                     | [ 5 ]           |

Phil Ochs in Concert è il terzo album del folksinger Phil Ochs, pubblicato nel marzo del 1966 e prodotto dall'Elektra Records. A differenza del titolo non tutte le canzoni sono registrate dal vivo.

## Storia
La canzone d'apertura è I'm Going to Say It Now in cui Ochs presentà la mentalità della ribellione giovanile, segue Bracero e poi la traccia più lunga di tutto l'album Ringing of Revolution, in cui vien cantata la storia di una rivoluzione. Ma la canzone più famosa di tutto l'album è certamente There But for Fortune, la cui interpretazione di Joan Baez ebbe molto successo.
Le poesie di Mao Tse Tung pubblicate sul retrocopertina dell'album fu causa della rottura con la Elektra Records.

## Tracce

### LP
Lato A
Testi e musiche di Phil Ochs.
1. I'm Going to Say It Now – 2:46
2. Bracero – 3:57
3. Ringing of Revolution – 5:30
4. Is There Anybody Here? – 3:17
5. Canons of Christianity – 4:22

Lato B
Testi e musiche di Phil Ochs.
1. There But for Fortune – 2:35
2. Cops of the World – 4:45
3. Santo Domingo – 3:48
4. Changes – 4:30
5. Love Me, I'm a Liberal – 3:46
6. When I'm Gone – 3:51

## Musicisti
- Phil Ochs - voce, chitarra

Note aggiuntive
- Mark Abramson e Jac Holzman - produttori
- Brani registrati dal vivo nell'inverno 1965-66 in concerti tenuti a Boston e New York (concerti presentati da Arthur Gorson)
- David B. Jones - ingegnere delle registrazioni
- Dan Kramer - foto copertina frontale album originale
- Joel Brodsky - foto retrocopertina album originale
- William S. Harvey - design copertina album originale[7]

## Classifica
Album
| Anno | Classifica    | Posizione raggiunta |
| ---- | ------------- | ------------------- |
| 1966 | Billboard 200 | 149                 |